# Erysimum virgatum
Erysimum virgatum là một loài thực vật có hoa trong họ Cải. Loài này được Roth mô tả khoa học đầu tiên năm 1797.